# Jelcowszczyzna
Jelcowszczyzna (biał. Ельцаўшчына; ros. Ельцевщина) – wieś na Białorusi, w obwodzie grodzieńskim, w rejonie wołkowyskim, w sielsowiecie Izabelin.
Dawniej majątek ziemski. W dwudziestoleciu międzywojennym leżała w Polsce, w województwie białostockim, w powiecie wołkowyskim, w gminie Izabelin.